# 월드 베이스볼 클래식
월드 베이스볼 클래식(영어: World Baseball Classic, WBC)은 국가간 야구 토너먼트 대회이다. 이 대회는 미국의 WBCI(메이저 리그) 선수 및 다른 국가의 프로 리그 선수들이 모두 참가하는 국가 대항전을 열어 야구의 저변을 넓히자는 취지로 추진해 2006년부터 4년마다 열리고 있다.

## 역사
본래 2005년에 개회 예정이었으나 1년 연기된 첫 대회는 2006년 3월 3일부터 3월 20일까지 진행되었다. 그렇기 때문에 WBC의 시작일은 2006년이라고 하는 것이 올바르다. 첫 대회에는 조별 리그 후 일반적인 순위별 교차 토너먼트를 하는 것이 아니라, 같은 조의 팀들이 재대결하도록 한 것이 논란이 되었으며, 미국이 강팀과의 대전을 피하기 위해 이번 대회의 대진표를 일반적이지 않은 재대결 방식으로 결정했다는 비난을 받았다.
제3회 대회부터는 하계 올림픽, FIFA 월드컵 등이 개최되는 연도를 피해서 4년마다 개최되었다. 2023년에 열린 WBC는 2017년 이후 5년만에 열리는 대회이다. 원래는 2021년에 개최될 예정이였지만 2020년부터 시작된 코로나19 범유행으로 인해 2년 연기된 2023년에 개최되었다.

## 역대 대회 결과
| 연도   | 결승전 개최지 | 우승            | 결과         | 준우승       | 3위        | 4위             |
| ------ | ------------- | --------------- | ------------ | ------------ | ---------- | --------------- |
| 2006년 | 샌디에이고    | 일본            | 10 - 6       | 쿠바         | 대한민국   | 도미니카 공화국 |
| 2009년 | 로스앤젤레스  | 일본            | 5 - 3 (10회) | 대한민국     | 베네수엘라 | 미국            |
| 2013년 | 샌프란시스코  | 도미니카 공화국 | 3 - 0        | 푸에르토리코 | 일본       | 네덜란드        |
| 2017년 | 로스앤젤레스  | 미국            | 8 - 0        | 푸에르토리코 | 일본       | 네덜란드        |
| 2023년 | 마이애미      | 일본            | 3 - 2        | 미국         | 멕시코     | 쿠바            |
| 2026년 | 미국          |                 |              |              |            |                 |

### 4강 진출 국가 기록
| 국가대표팀      | 우승                 | 준우승         | 3위            | 4위            | 4강 진출 횟수 |
| --------------- | -------------------- | -------------- | -------------- | -------------- | ------------- |
| 일본            | 3 (2006, 2009, 2023) | —              | 2 (2013, 2017) | —              | 5             |
| 미국            | 1 (2017)             | 1 (2023)       | —              | 1 (2009)       | 3             |
| 도미니카 공화국 | 1 (2013)             | —              | —              | 1 (2006)       | 2             |
| 푸에르토리코    | —                    | 2 (2013, 2017) | —              | —              | 2             |
| 대한민국        | —                    | 1 (2009)       | 1 (2006)       | —              | 2             |
| 쿠바            | —                    | 1 (2006)       | —              | 1 (2023)       | 2             |
| 베네수엘라      | —                    | —              | 1 (2006)       | —              | 1             |
| 멕시코          | —                    | —              | 1 (2023)       | —              | 1             |
| 네덜란드        | —                    | —              | —              | 2 (2013, 2017) | 2             |

## 통산 성적
2006년 월드 베이스볼 클래식부터 2023년 월드 베이스볼 클래식까지 5번의 월드 베이스볼 클래식에서 각 국가가 기록한 성적을 순위별로 나열한 통계표다.
| 순위 | 국가              | 진출 | 경기 | 승 | 패 | 승룰  | 득점 | 실점 | 득실차 | 최고 순위 |
| ---- | ----------------- | ---- | ---- | -- | -- | ----- | ---- | ---- | ------ | --------- |
| 1    | 일본              | 5    | 38   | 30 | 8  | 0.789 | 257  | 106  | +151   | 우승 (3)  |
| 2    | 푸에르토리코      | 5    | 34   | 23 | 11 | 0.676 | 175  | 96   | +79    | 준우승    |
| 3    | 미국              | 5    | 35   | 21 | 14 | 0.600 | 203  | 142  | +61    | 우승 (1)  |
| 4    | 도미니카 공화국   | 5    | 28   | 20 | 8  | 0.714 | 136  | 75   | +61    | 우승 (1)  |
| 5    | 쿠바              | 5    | 32   | 18 | 14 | 0.563 | 179  | 157  | +22    | 준우승    |
| 6    | 대한민국          | 5    | 26   | 17 | 9  | 0.654 | 140  | 92   | +48    | 준우승    |
| 7    | 베네수엘라        | 5    | 29   | 16 | 13 | 0.552 | 142  | 150  | -8     | 3위       |
| 8    | 네덜란드          | 5    | 28   | 13 | 15 | 0.464 | 122  | 132  | -10    | 4위       |
| 9    | 멕시코            | 5    | 24   | 11 | 13 | 0.458 | 144  | 138  | +6     | 3위       |
| 10   | 이탈리아          | 5    | 20   | 7  | 13 | 0.350 | 98   | 116  | -18    | 2라운드   |
| 11   | 대만              | 5    | 17   | 5  | 12 | 0.294 | 79   | 120  | -41    | 2라운드   |
| 11   | 호주              | 5    | 17   | 5  | 12 | 0.294 | 75   | 91   | -16    | 2라운드   |
| 13   | 캐나다            | 5    | 15   | 5  | 10 | 0.333 | 75   | 112  | -37    | 1라운드   |
| 14   | 이스라엘          | 2    | 10   | 5  | 5  | 0.500 | 34   | 57   | -23    | 2라운드   |
| 15   | 중화인민공화국    | 5    | 16   | 2  | 14 | 0.125 | 28   | 152  | -124   | 1라운드   |
| 16   | 파나마            | 3    | 9    | 2  | 7  | 0.222 | 26   | 57   | -31    | 1라운드   |
| 17   | 콜롬비아          | 2    | 7    | 2  | 5  | 0.286 | 21   | 33   | -12    | 1라운드   |
| 18   | 영국              | 1    | 4    | 1  | 3  | 0.250 | 18   | 31   | -13    | 1라운드   |
| 18   | 체코              | 1    | 4    | 1  | 3  | 0.250 | 16   | 30   | -14    | 1라운드   |
| 20   | 남아프리카 공화국 | 2    | 5    | 0  | 5  | 0.000 | 16   | 60   | -44    | 1라운드   |
| 21   | 니카라과          | 1    | 4    | 0  | 4  | 0.000 | 4    | 22   | -18    | 1라운드   |
| 22   | 브라질            | 1    | 3    | 0  | 3  | 0.000 | 7    | 15   | -8     | 1라운드   |
| 22   | 스페인            | 1    | 3    | 0  | 3  | 0.000 | 9    | 20   | -11    | 1라운드   |

## 개최지
WBC는 세계 여러 지역에서 분산하여 개최하는 방식을 이용하고 있다. 이러한 방식으로 인해 지금까지 7개 국가에서 적어도 한 라운드를 개최한 적이 있다. 준결승전과 결승전은 메이저 리그 베이스볼에서 사용되는 야구장에서 개최된다.

### 국가별 대회 개최 횟수
다음 표는 예선전 개최 여부를 포함하지 않으며, 한 국가가 동일한 대회에서 여러 라운드를 개최했는지의 여부에 관계없이 WBC 라운드를 개최한 국가가 나열되어 있다.
| 국가         | 유치 횟수 | 연도                         |
| ------------ | --------- | ---------------------------- |
| 일본         | 5         | 2006, 2009, 2013, 2017, 2023 |
| 미국         | 5         | 2006, 2009, 2013, 2017, 2023 |
| 푸에르토리코 | 3         | 2006, 2009, 2013             |
| 멕시코       | 2         | 2009, 2017                   |
| 대만         | 2         | 2013, 2023                   |
| 캐나다       | 1         | 2009                         |
| 대한민국     | 1         | 2017                         |

### 연도별 대회 개최 국가
| 라운드       | 2006                   | 2009                            | 2013                        | 2017                      | 2023           | 2026 |
| ------------ | ---------------------- | ------------------------------- | --------------------------- | ------------------------- | -------------- | ---- |
| 1라운드      | 일본 미국 푸에르토리코 | 일본 멕시코 캐나다 푸에르토리코 | 일본 대만 푸에르토리코 미국 | 대한민국 일본 미국 멕시코 | 대만 일본 미국 |      |
| 2라운드      | 미국 푸에르토리코      | 미국                            | 일본 미국                   | 일본 미국                 | 일본 미국      |      |
| 준결승, 결승 | 미국                   | 미국                            | 미국                        | 미국                      | 미국           |      |

## 같이 보기
- WBSC
  - WBSC 프리미어 12